# クリフ・アンダーソン
クリフ・アンダーソン(KLIFF UNDERSN)は、2D対戦型格闘ゲーム『GUILTY GEARシリーズ』に登場する架空の人物。担当声優は高見初秋(GG - GGX)、坂野茂(XX - XXΛC)。

## 設定
- 元聖騎士団団長で、龍をも一刀の元断ち切る「斬竜刀」を使いこなす勇者。ソルを聖騎士団にスカウトした張本人であり、テスタメントの養親でもある。
- 聖騎士団を代表する英雄として名を連ね、カイにとって尊敬の出来る人物。幼少期にフレデリック（ソル）によって命を救われており、それ以来フレデリックを最も尊敬しているらしい。
- ジャスティスとは17回も戦った因縁があり、第二次聖騎士団員選考武道会においてジャスティスとの最終決戦の末に致命傷を負い、力尽きて死亡した[1]。その為、後のシリーズでプレイヤーキャラとして使用できる際にも、彼には明確なストーリーは与えられていない。
- 普段は小柄な老人だが、登場演出や必殺技の使用時などで若返る事がある（原理は不明）。若返った姿になると、頭身が伸びて筋肉質な出で立ちとなり、口調も若々しくなる。ただし、すぐさま反動が起こって元に戻る。

## ストーリー
GUILTY GEAR
聖戦終結後は隠居生活をしていたが、ソルやカイ同様、ジャスティス復活の兆候を勘付いて出場する。

## ゲーム中の性能
巨大な斬竜刀を利用した長いリーチと、老体とは思えないほどの爆発的な攻撃力を持つ。
ただし防御力と機動力は最低クラスである。加えて技を出した後に疲弊し、ぎっくり腰になると隙だらけになるといったペナルティが混じり、癖のある操作感覚をいかにして攻勢で補うかが重要となってくる。
『GG』においてはダッシュとバックステップが封じられていたが、『GGX』以降は解禁された。
また、挑発を行うと1/3の確率で「バカモン」という文字が出現し、その文字に攻撃判定が付いている（後述）。

## 技の解説

### 必殺技
咆哮返し [GG - ](FRC)
自分の前方に楕円状の気の塊を放つ。
頭蓋砕 [GG - ]
斬竜刀に捕まり、地面に水平の状態で回転しながら突進する技。
GOLDモードでは、20HIT以上する。
先の先 [GG - ] （⇒地獄突っ込み）
後ろに避けるようなモーションを出す。1/4の確率でぎっくり腰になる。
地獄突っ込み
ツッコミを3回連続で出す。
首跨ぎ [GG - ]
斬竜刀を支点に前方に移動しながら相手を斬る技。
鱗剥がし [GG - ]
真上に向けて斬竜刀を小刻みに回転させる。ボタン連打で動作を延長させることが出来るが、やりすぎると息切れを起こして強制的に終了する。
四肢落とし [XX - ] （空中専用）
空中から斬竜刀を地面に勢いよく突き刺す技。着地した際に衝撃波が発生する。この衝撃波は出した時の高度が高ければ高いほど範囲が広くなる。
挑発
「バカモン」と一喝し、その言葉が具現化する飛び道具となっている。ガードされると跳ね返り、自分が食らうこともある。
また、稀にバカモンの「ン」の部分だけ大きく出ることがあり、相手に当たるまで消えない強力な飛び道具になる。
咆哮返しチャージアタック[GG]
チャージをする事で咆哮返しの威力が上昇する。Lv.3状態でヒットさせるとライフが半分近く減少する。
現役時代は、これを連発出来るほどだったらしい。

### 覚醒必殺技
リフレクスロア [XX - ]
若返りながらリーチの長い「咆哮返し」を出す。暗転後にガード入力をしても間に合わない。「咆哮返し」をそのまま英語に直訳したもの。
ソウルサヴァイヴァー [GG~]
若返りながら地面に斬竜刀を突き刺し、地面から牙のような気の刃を大量に噴出させる。
名前の由来はドイツのヘヴィメタルバンド、ハロウィンの楽曲「Sole Survivor」から。

### 一撃必殺技
破龍爆砕[GG - ]
相手を切り伏せた後に、地面から呼び出した竜で攻撃する。

## テーマミュージック
- Pride And Glory

## ステージ
- GRAVE[2]（GG - ）

## その他
- 若かりし頃の描写は、『GG』攻略本、小説『白銀の迅雷』、漫画『GG XTRA』にて描かれている。
- 『GG』-『GGX』で声を担当した高見初秋は開発スタッフ。